# Eckerding
Eckerding ist ein Gemeindeteil des Marktes Breitenbrunn im Landkreis Neumarkt in der Oberpfalz in Bayern. 

## Geographie
Der mit dem nördlich gelegenen Hamberg zusammengewachsene Weiler liegt nordöstlich von Breitenbrunn im Oberpfälzer Jura auf 530 m ü. NHN auf der Jurahochfläche. 

## Verkehr
Man erreicht den Ort über die von der Staatsstraße 2660 nach Süden abzweigende Kreisstraße NM 31, die durch Schöndorf, Hamberg und anschließend durch Eckerding führt. Südwestlich von Eckerding kreuzt die Kreisstraße NM 31 die Kreisstraße NM 2.

## Geschichte
In frühen Verzeichnissen taucht Eckerding nicht auf, weil der Weiler stets als zu Hamberg gehörig betrachtet wurde. 
Gegen Ende des Alten Reichs, um 1800, bestand Eckerding aus fünf Anwesen des Amtes Velburg, nämlich aus zwei Halbhöfen der Untertanen Rieppel und Schuderer, dem Viretelhof Dietz sowie zwei Kleinstanwesen; hambergisch-gemeindlicher Besitz war das Hirtenhaus.
Im Königreich Bayern bildete Hamberg einen Steuerdistrikt im Landgericht Parsberg, dem neben Hamberg und Schöndorf auch Eckerding angehörte. Mit dem Gemeindeedikt von 1818 wurde daraus 1821 die Ruralgemeinde Hamberg. 1871 entfielen von den 273 Einwohnern dieser Gemeinde 30 auf den Weiler Eckerding, der aus 18 Gebäuden bestand; der Großviehbestand betrug zu dieser Zeit im Weiler 4 Pferde und 22 Stück Rindvieh. Bei der Auflösung des Landkreises Parsberg kam die Gemeinde Hamberg am 1. Juli 1972 zum Landkreis Neumarkt in der Oberpfalz. Die Gemeinde blieb in ihrem Bestand unverändert bis zum Abschluss der Gebietsreform in Bayern, als sie – und damit auch der Gemeindeteil Eckerding – am 1. Januar 1978 in den Markt Breitenbrunn eingegliedert wurde.

## Kirchliche Verhältnisse
Eckerding gehörte seit altersher mit Hamberg und Schöndorf zur katholischen Pfarrei Breitenbrunn im Bistum Eichstätt, deren Pfarrkirche seit 1406/10 durch Schenkung des Hadmar von Laaber dem Kloster Bergen inkorporiert war. Als das Herzogtum Pfalz-Neuburg zum Luthertum übertrat, wurden Eckerding, Schöndorf und Hamberg 1582 ausgepfarrt und in die seit 1543 lutherische Pfarrei Daßwang eingepfarrt. Auch nach der Gegenreformation 1618 verblieben die drei Orte bei der nun wieder katholischen Pfarrei Daßwang, wo 1642 eine neue Pfarrkirche errichtet wurde. Um 1937 lebten in Eckerding 38 Katholiken und keine Andersgläubigen. Mit Wirkung zum 1. September 2013 wurde die Expositur Hamberg mit Eckerding und Schöndorf aus der Pfarrei Daßwang wieder in die Pfarrei Breitenbrunn umgepfarrt.